# Das Geheimnis von Zimbalu
Das Geheimnis von Zimbalu ist ein US-amerikanischer Abenteuerfilm aus dem Jahr 1948 von William Berke. Produziert von der Sam Katzman Corp. ist er der Auftakt einer Reihe von Dschungelfilmen, basierend auf dem Comicstrip Jungle Jim von Alex Raymond, der ab 1934 veröffentlicht wurde. Die Hauptrollen spielten Johnny Weissmüller und Virginia Grey.

## Handlung
Auf dem Weg nach Nagandi wird Jungle Jim Zeuge, wie ein Leopard einen Eingeborenen angreift. Der Mann kann von Jim nicht gerettet werden und stirbt. Jim wird auf eine Phiole aufmerksam, die der Mann in der Hand hat, und bringt diese zum Bezirksverwalter Kommissar Marsden. Marsden lässt die Phiole von Archäologen untersuchen. Sie stammt aus Zimbalu, dem Tempel eines untergegangenen Königreiches.
Die Wissenschaftlerin Dr. Hilary Parker will eine Expedition zu dem Tempel leiten und stellt Jim als Führer ein. Der Fotograf Bruce Edwards erfährt von der geplanten Expedition und folgt ihr in der Hoffnung auf versteckte Schätze. Hilary findet heraus, dass die Substanz in der Phiole zwar giftig ist, aber auch als Heilmittel gegen Kinderlähmung genutzt werden kann. Jim erklärt ihr, dass das Gift von Hexenmeistern zur Lähmung ihrer Gegner angewandt wird. Jim geht davon aus, dass diese Hexenmeister den Tempel besetzt haben.
Die Expedition folgt den Spuren des toten Eingeborenen. Zu ihr stoßen Jims Freund Kolu und dessen Schwester Zia. Die Gruppe erleidet seltsame Unfälle, was Jim dazu bringt, das Nachtlager mit Fallgruben zu sichern. In eine der Gruben fällt Edwards, der vorgibt, sich im Urwald verlaufen zu haben. Trotz Jims Misstrauen willigt Hilary ein, Edwards als Expeditionsfotografen mitzunehmen. 
Die Spuren führen einen tückischen Bergpfad hinauf. Edwards täuscht einen Schwächeanfall vor und rempelt Jim an, der dadurch über den Rand des Pfades gestoßen wird. Kolu kann seinen Freund greifen und vor dem Absturz bewahren. Die Hexenmeister greifen nun die Expedition an. Kolu versucht zu entkommen, gerät aber in eine Grube mit einem wütenden Löwen. Diesmal rettet Jim seinen Freund, während Hilary, Zia und Edwards gefangen genommen werden.
Jim schleicht in den Tempel, in dem die Hexenmeister die Tötung von Hilary und Zia vorbereiten. Edwards gilt bei den Hexenmeistern wegen seiner Kamera als Zauberer und packt seine Taschen mit goldenen Schmuckstücken voll. Jims tierischer Gefährte, die Krähe Craw-Craw, rupft die Linse aus Edwards Kamera und beraubt ihn so seiner „magischen Kräfte“. Nun wollen die Hexenmeister auch ihn töten. Im folgenden Kampfgetümmel kann Jim die beiden Hexenmeister besiegen. Der goldgierige Edwards will seinen erbeuteten Schatz greifen und fällt dabei in eine Feuergrube. Jim lädt Hilary zum Bleiben ein.

## Hintergrund
Gedreht wurde der Film vom 5. bis zum 19. August 1948 in Arcadia, auf der Movie Ranch von Ray Corrigan im Simi Valley und im Los Angeles County Arboretum and Botanic Garden.
Zwischen 1948 und 1955 entstanden 16 Filme für die Reihe, alle mit Johnny Weissmüller in der Hauptrolle. Die Reihe begann für ihn direkt im Anschluss an seinen letzten Tarzanfilm Tarzan in Gefahr.
Die Hexenmeister wurden, im Abspann nicht erwähnt, von Eumenio Blanco und Chuck Hamilton gespielt, der vom Leoparden angegriffene Eingeborene von Al Kikume.

## Veröffentlichung
Die Premiere des Films fand am 15. Dezember 1948 statt. In der Bundesrepublik Deutschland kam er am 16. Oktober 1951 in die Kinos, in Österreich bereits am 7. Oktober 1949.

## Kritiken
Der Filmkritiken-Aggregator Rotten Tomatoes hat in einer Auswertung ein Publikumsergebnis von 14 Prozent positiver Bewertungen ermittelt.
Der Kritiker des TV Guide sah einen Tarzan mit sozialem Gewissen.